# Пастернак, Ярослав Иванович
Ярослав Иванович Пастернак (2 января 1892, Хыров — 22 января 1969, Торонто) — украинский археолог и педагог, профессор.
В 1910—1914 годах изучал археологию и классическую филологию на философском факультете Львовского университета. Во время Первой мировой воевал в австро-венгерской армии, затем — в VII Стрыйской бригаде Украинской галицкой армии, в 1920 оказался в лагере для интернированных в Чехословакии. Там продолжил археологическое образование в Карловом университете Праги под началом Любора Нидерле. Работал в Праге, Львове, Гёттингене, Мюнхене и Торонто.
Обнаружил предполагаемые останки Ярослава Осмомысла.